# جامعة اقتناء الدفاع
جامعة اقتناء الدفاع (DAU) هي جامعة للشركات من قبل وزارة الدفاع الأمريكية تقدم «التكنولوجيا، والخدمات اللوجستية» وتدريب الموظفين العسكريين والمدنيين والمتعاقدين بالحكومة الاتحادية. يقع المقر الرئيسي لها في مدينة فورت بيلفوار بولاية فرجينيا، وهي معتمدة من قبل المجلس الأمريكي للتعليم (ACE) ، والرابطة الدولية للتعليم والتدريب المستمر (IACET) ومجلس التعليم المهني (COE).

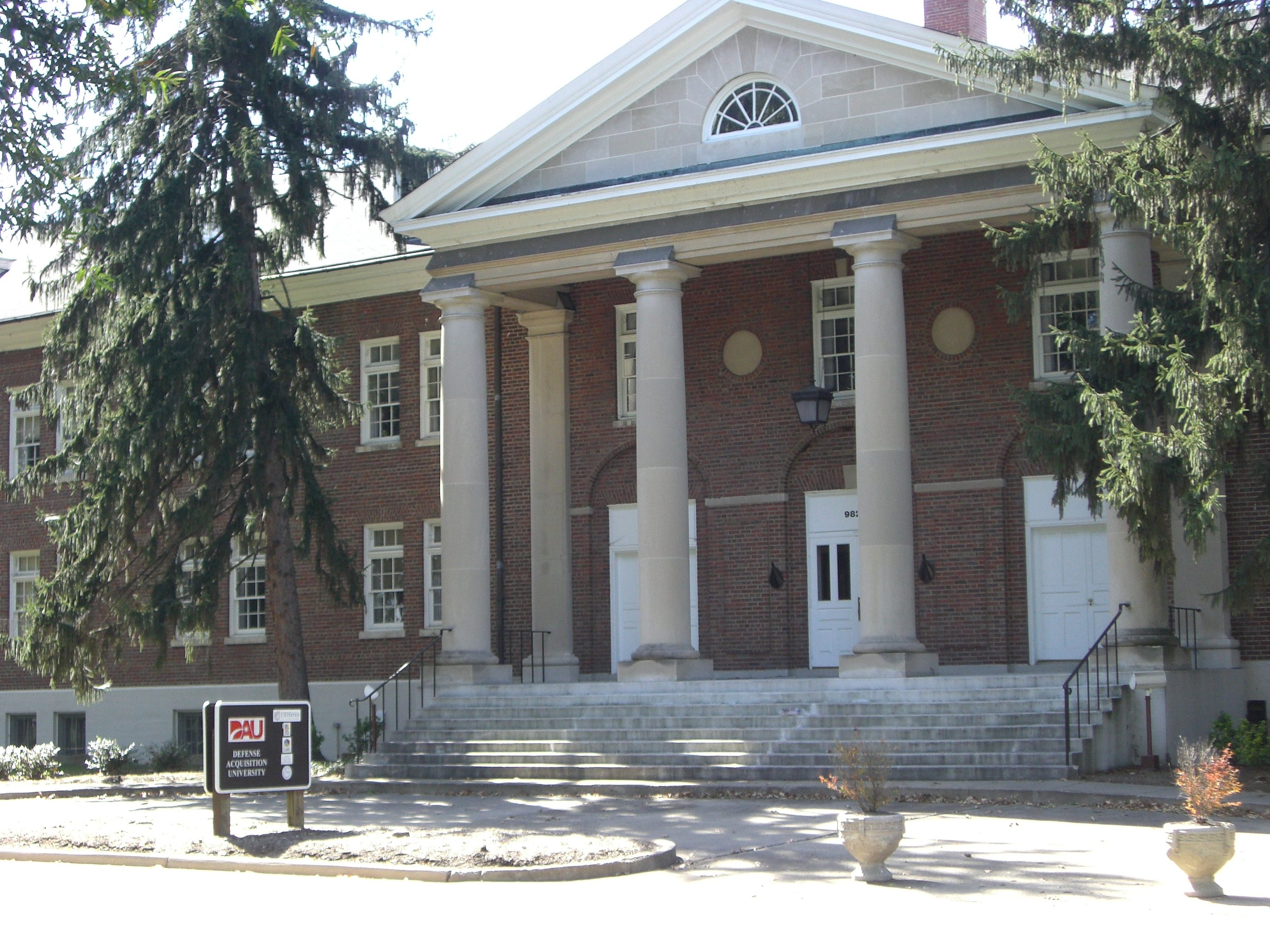
مبنى المقر الرئيسي لجامعة DAU في قاعدة فورت بلفوار بالقرب من واشنطن العاصمة